# Oedicladium tortifolium
Oedicladium tortifolium är en bladmossart som beskrevs av Iwatsuki 1979. Oedicladium tortifolium ingår i släktet Oedicladium och familjen Myuriaceae. Inga underarter finns listade i Catalogue of Life.